# 白云城市中心站
白云城市中心站是广州地铁18号线北延段（广花城际）和22号线北延段（芳白城际）的一座在建换乘车站，位于白云区南岭岗埔大道、白云城市中心工业路与新石路交叉口。车站预计于2026年底随18号线北延段开通而启用。

## 车站结构

### 车站楼层
本站为地下两层双岛四线站，中间两个站台供18号线使用，而外侧两个站台则供22号线使用。总建筑面积80,373平方米，全长1,010米，标准段宽度约49.2米。本站为18号线北延段占地面积最大的车站。
| 地下一层 | 站厅     | 售票機、客服中心、安检设施、出入口 |  |  |
| 地下二层 | 3 站台   | █22号线 机场北方向（下站：方石）   |  |  |
|          | 岛式站台 |                                    |  |  |
|          | 1 站台   | █18号线 花城街方向（下站：方石）   |  |  |
|          | 2 站台   | █18号线 兴中方向（下站：白云东平） |  |  |
|          | 岛式站台 |                                    |  |  |
|          | 4 站台   | █22号线 番禺广场方向（下站：夏茅） |  |  |

### 换乘
本站与方石站为连续同台换乘站。18号线和22号线在该两站具备跨线运行的条件，预计未来可开行多种交路的列车。

### 出入口
根据规划，本站设有7个出入口。

## 历史
在最初的规划中，本站拟设于南岭岗埔大道与苏元庄街交叉口；随后在2021年中的环评公示中，车站南移至现时位置。
本站于2021年9月开始施工，2023年1月进入主体结构施工阶段，2025年4月底实现封顶。

## 利用状况
本站周边居民主要居住在清湖村、新科村以及罗岗村等地，故落址较为偏僻。预计开通后将为附近村民以及广铁一中的学生提供出行上的便利。